# Kenichi Shinoda
Kenichi Shinoda (篠田 建市 Shinoda Ken'ichi, nascido 25 de janeiro de 1942 em Oita (Kyushu)), também conhecido como Shinobu Tsukasa (司 忍 Tsukasa Shinobu), é um yakuza, atual (supremo padrinho) da Yamaguchi-gumi, a maior organização yakuza do Japão.